# Edmund Duval
Edmund Duval (Bughien, Hainaut, 29 d'agost de 1809 - ?) fou un músic belga. Després d'haver estudiat solfeig i violoncel, es traslladà a París, el 1828, ingressant en el Conservatori, on estudià fuga i contrapunt. La seva poca assiduïtat en assistir a les classes fou causa que no progressés en els estudis i que se l'expulsés de l'escola en què Fétis li donava lliçons de composició musical. De tornada al seu país, fou deixeble de l'abat Jaussen, professor de cant gregorià, en el Seminari de Malinas, i llavors fou tal l'aplicació de Duval, que va merèixer ser protegit per l'arquebisbe d'aquella ciutat. Més tard se li confià la direcció d'una edició de llibres litúrgics graduals i antífones, que devia fer-se a Malinas, amb l'aprovació del Papa. Per culpa de defectes d'escola, sembla que Duval no va saber aprofitar-se de les verdaderes fonts per sortir-se'n amb el seu treball, i el mateix va passar amb els seus col·laboradors, i per això no resultà la seva obra com era de desitjar, ja que foren moltes les alteracions que es feren en aquesta, donant motiu a serioses controvèrsies.
Sota la seva direcció es publicaren:
- Graduale romanum (Malinas, 1848);
- Vesperale roamnum, cum psalterio ex antiphonali romano fideliter extracium, cum cantu emendato (Malinas, 1848);
- Manuale chori ad decantandas parvas horas (Malinas, 1850)
- Processionale ritibus romanae Ecclesiae accomodatum... (Malinas 1851);
- Pastorale Mechliniense ritualis rom. ccom. etc. cum cantu emendato (Malinas, 1852);
- Rituale romanum Pauli V... (Malinas, 1854);

A més, també va escriure, en col·laboració amb altres, diversos treballs de caràcter polèmic, defensant-se de les censures, poc favorables, de què fou objecte, entre elles:
- Réponse aux observacions du Journal historique de Liège (Malinas, 1848);
- Etudes zur le Graduale romanum publié à Paris (1851);
- Nouvelles études (1852);
- Etudes sur les livres choraux gregorien, etc. (1855);
- Quelques remarques à propos de Etudes sur la restauration du chant gregorien, etc. (1856);

Per acabar, escrigué Traité d'accompagnement du plai-chant per l'orgue.